# 도올특강, 우리는 누구인가
《도올특강, 우리는 누구인가》는 대한민국의 MBC에 방송됐던 교양 텔레비전 프로그램이다.

## 기획 의도
도올 김용옥은 거침없는 언변으로 숱한 화제를 낳았으며, 도올의 경력은 교수에서 기자까지 화려하고 다양하는 프로그램이다.

## 방송 시간
- 2004년 1월 5일 ~ 2004년 6월 28일 : 매주 월요일 밤 11시 5분 ~ 12시

## 에피소드 목록
- 1강 : 역사란 무엇인가?
- 2강 : 정도전의 유배생활
- 3강 : 답전보
- 4강 : 정도전의 가난
- 5강 : 정몽주와 정도전
- 6강 : 정보위
- 7강 : 조선경국전
- 8강 : 음양의 세계
- 9강 : 술과 인과
- 10강 : 심과 성
- 11강 : 王이냐 臣이냐 ?
- 12강 : 왕정에서 민주로
- 13강 : 사상의학과 봄
- 14강 : 법과 가학
- 15강 : 죽믕과 호적
- 16강 : 기와 추측
- 17강 : 기와 정치
- 18강 : 기와 종교
- 19강 : 기와 과학
- 20강 : 최한기와 니체
- 21강 : 수운을 보라!
- 22강 : 여시바위골 수설
- 23강 : 수운의 득도
- 24강 : 동학이란 무엇인가
- 25강 : 다시 개벽
- 26강 : 조선 문명의 미래

## 참고 사항
- 《실화극장 죄와 벌》 편성 시간이 겹쳤기 때문에, 화요일 심야 시간대를 옮겼다.

## 같이 보기
- 김용옥
- 도올의 논어이야기 (KBS)
- 도올선생의 인문학 특강 논어이야기 (광주MBC)
- 차이나는 도올 (JTBC)
- 도올학당 수다승철 (KBS)
- 도올스톱